# Криканова Олена
Оле́на Крика́нова — радянська фігуристка. Чемпіонка світу серед юніорів.